# Associazione Calcio Sant'Angelo 1974-1975
Questa voce raccoglie le informazioni riguardanti l'Associazione Calcio Sant'Angelo nelle competizioni ufficiali della stagione 1974-1975.

## Rosa
| N. |                   | Ruolo | Calciatore             |
| -- | ----------------- | ----- | ---------------------- |
|    | Italia (bandiera) | D     | Aldo Acerbi            |
|    | Italia (bandiera) | C     | Mariano Agnoletto      |
|    | Italia (bandiera) | P     | Giovanni Bidese        |
|    | Italia (bandiera) | C     | Marino Bracchi         |
|    | Italia (bandiera) | C     | Fernando Calzolari     |
|    | Italia (bandiera) | D     | Mauro Cappelletti      |
|    | Italia (bandiera) | C     | Domenico Daccò         |
|    | Italia (bandiera) | C     | Bartolo Gorno          |
|    | Italia (bandiera) | D     | Paolo Lolla            |
|    | Italia (bandiera) | D     | Alessandro Maffioletti |
|    | Italia (bandiera) | A     | Giorgio Mascheroni     |

| N. |                   | Ruolo | Calciatore          |
| -- | ----------------- | ----- | ------------------- |
|    | Italia (bandiera) | D     | Giuseppe Mascheroni |
|    | Italia (bandiera) | C     | Ferruccio Mazzola   |
|    | Italia (bandiera) | A     | Luciano Petrogalli  |
|    | Italia (bandiera) | C     | Angelo Quintavalle  |
|    | Italia (bandiera) | P     | Luigi Reali         |
|    | Italia (bandiera) | D     | Italo Rossetto      |
|    | Italia (bandiera) | A     | Alessandro Rossi    |
|    | Italia (bandiera) |       | Gianpiero Scotti    |
|    | Italia (bandiera) | A     | Luciano Servidei    |
|    | Italia (bandiera) | C     | Evert Skoglund      |
|    | Italia (bandiera) | A     | Fabiano Speggiorin  |